# George Underwood
George Bernard Underwood (Manchester, 4 novembre 1884 – Boston, 28 agosto 1943) è stato un mezzofondista statunitense, vincitore della medaglia d'oro nel cross a squadre ai Giochi olimpici di Saint Louis 1904 insieme ad Arthur Newton, Paul Pilgrim, Howard Valentine e David Munson.

## Palmarès
| Anno | Manifestazione  | Sede        | Evento                     | Risultato | Prestazione | Note |
| ---- | --------------- | ----------- | -------------------------- | --------- | ----------- | ---- |
| 1904 | Giochi olimpici | Saint Louis | Cross a squadre (4 miglia) | Oro       | n/d         |      |